# Batrachotetrix stolli
Batrachotetrix stolli är en insektsart som beskrevs av Henri Saussure 1884. Batrachotetrix stolli ingår i släktet Batrachotetrix och familjen Pamphagidae. Inga underarter finns listade i Catalogue of Life.